# لاندون لينغ
لاندون لينغ هو لاعب كرة قدم كندي في مركز الدفاع، ولد في 8 أكتوبر 1987 في فانكوفر في كندا. شارك مع منتخب كندا تحت 20 سنة لكرة القدم. أما مع النوادي، فقد لعب مع نادي كيتشي ونادي يابلونتس.

## وصلات خارجية
- لاندون لينغ على موقع قاعدة بيانات كرة القدم.إي يو (الإنجليزية)
- لاندون لينغ على موقع Soccerway.com (الإنجليزية)